# Eristalis marfax
Eristalis marfax är en tvåvingeart som beskrevs av Charles Howard Curran 1947. Eristalis marfax ingår i släktet slamflugor, och familjen blomflugor. Inga underarter finns listade i Catalogue of Life.